# Magomied-Szapi Sulejmanow
Magomied-Szapi Sulejmanow (ur. 16 grudnia 1999 w Machaczkale) – rosyjski piłkarz występujący na pozycji skrzydłowego w Aris.

## Kariera klubowa
Piłkarz jest wychowankiem rosyjskiego FK Krasnodar. W pierwszym zespole zadebiutował 16 czerwca 2017 w spotkaniu z Rubinem Kazań.
Sulejmanow, szybko zdobył miejsce w pierwszym zespole, a zdobyte przez niego gole w spotkaniach z Bayerem Leverkusen i FC Porto, pozwoliły klubowi na awans do dalszych gier w europejskich pucharach.

## Kariera reprezentacyjna
Dotychczas piłkarz reprezentował reprezentację Rosji na szczeblach od U-16 do U-21.